# Droupt-Saint-Basle
Droupt-Saint-Basle és un municipi francès situat al departament de l'Aube i a la regió del Gran Est. L'any 2007 tenia 308 habitants.

## Demografia

### Població
El 2007 la població de fet de Droupt-Saint-Basle era de 308 persones. Hi havia 121 famílies de les quals 34 eren unipersonals (17 homes vivint sols i 17 dones vivint soles), 29 parelles sense fills, 54 parelles amb fills i 4 famílies monoparentals amb fills.
La població ha evolucionat segons el següent gràfic:
Habitants censats

### Habitatges
El 2007 hi havia 157 habitatges, 124 eren l'habitatge principal de la família, 6 eren segones residències i 26 estaven desocupats. 154 eren cases i 2 eren apartaments. Dels 124 habitatges principals, 99 estaven ocupats pels seus propietaris, 24 estaven llogats i ocupats pels llogaters i 1 estava cedit a títol gratuït; 5 tenien dues cambres, 23 en tenien tres, 38 en tenien quatre i 58 en tenien cinc o més. 113 habitatges disposaven pel capbaix d'una plaça de pàrquing. A 40 habitatges hi havia un automòbil i a 71 n'hi havia dos o més.

### Piràmide de població
La piràmide de població per edats i sexe el 2009 era:
| Homes | Edats   | Dones |
| ----- | ------- | ----- |
| 0     | 95 o +  | 0     |
| 0     | 90 a 94 | 4     |
| 8     | 85 a 89 | 4     |
| 0     | 80 a 84 | 4     |
| 4     | 75 a 79 | 0     |
| 0     | 70 a 74 | 8     |
| 4     | 65 a 69 | 4     |
| 16    | 60 a 64 | 12    |
| 12    | 55 a 59 | 16    |
| 16    | 50 a 54 | 8     |
| 12    | 45 a 49 | 20    |
| 8     | 40 a 44 | 4     |
| 16    | 35 a 39 | 4     |
| 0     | 30 a 34 | 16    |
| 4     | 25 a 29 | 8     |
| 8     | 20 a 24 | 4     |
| 4     | 15 a 19 | 20    |
| 16    | 10 a 14 | 4     |
| 4     | 5 a 9   | 4     |
| 4     | 0 a 4   | 4     |

## Economia
El 2007 la població en edat de treballar era de 214 persones, 170 eren actives i 44 eren inactives. De les 170 persones actives 158 estaven ocupades (89 homes i 69 dones) i 11 estaven aturades (3 homes i 8 dones). De les 44 persones inactives 22 estaven jubilades, 9 estaven estudiant i 13 estaven classificades com a «altres inactius».

### Ingressos
El 2009 a Droupt-Saint-Basle hi havia 134 unitats fiscals que integraven 328,5 persones, la mediana anual d'ingressos fiscals per persona era de 17.771 €.

### Activitats econòmiques
Dels 9 establiments que hi havia el 2007, 1 era d'una empresa extractiva, 2 d'empreses de construcció, 1 d'una empresa de comerç i reparació d'automòbils, 1 d'una empresa d'hostatgeria i restauració, 2 d'empreses de serveis, 1 d'una entitat de l'administració pública i 1 d'una empresa classificada com a «altres activitats de serveis».
Dels 3 establiments de servei als particulars que hi havia el 2009, 1 era un electricista, 1 restaurant i 1 saló de bellesa.
L'any 2000 a Droupt-Saint-Basle hi havia 14 explotacions agrícoles que ocupaven un total de 1.710 hectàrees.

## Equipaments sanitaris i escolars
El 2009 hi havia una escola maternal integrada dins d'un grup escolar amb les comunes properes formant una escola dispersa.

## Poblacions més properes
El següent diagrama mostra les poblacions més properes.